# Monts Kanga
Monts Kanga är en bergskedja i Kongo-Brazzaville. Den ligger i departementet Bouenza, i den sydvästra delen av landet, 180 km väster om huvudstaden Brazzaville.